# مانفرد اشتارک
مانفرد اشتارک (آلمانی: Manfred Starke؛ زادهٔ ۲۱ فوریهٔ ۱۹۹۱) بازیکن فوتبال در پست هافبک اهل نامیبیا-آلمان است. وی برادر ساندرا استارک است.

## باشگاهی
از باشگاه‌هایی که در آن بازی کرده‌است می‌توان به باشگاه فوتبال کارل زایس ینا و باشگاه فوتبال هانزا روستوک اشاره کرد.

## تیم ملی
وی همچنین در تیم ملی فوتبال نامیبیا بازی کرده‌است.